# Édouard Darviot

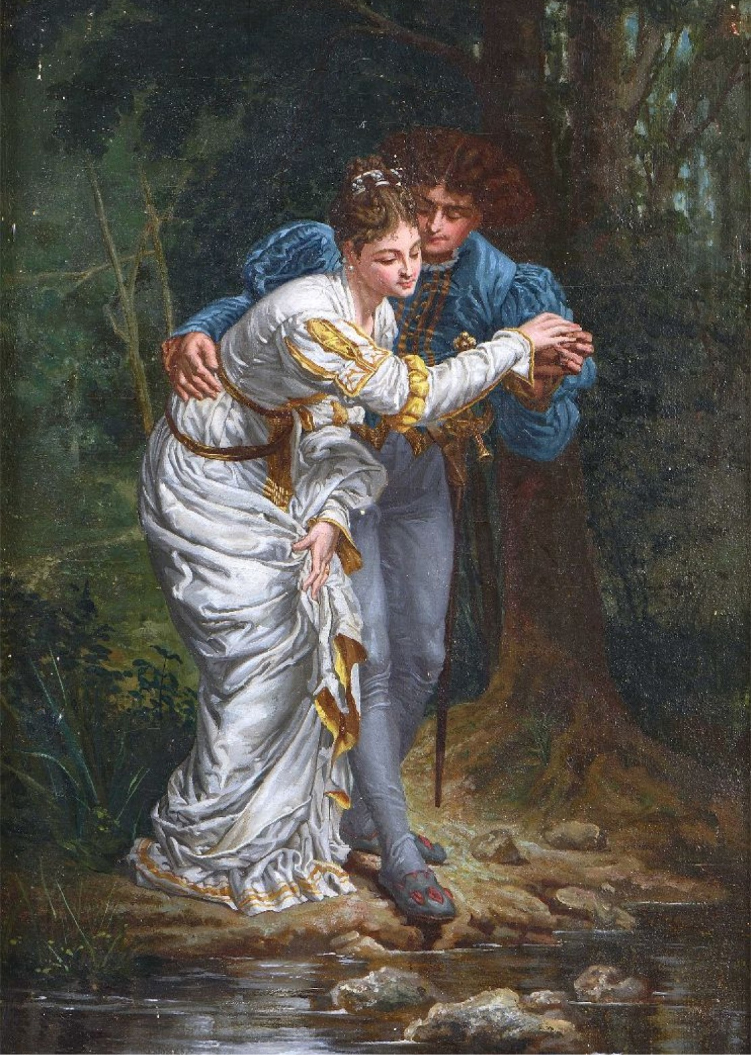
Durch eine Furt

Édouard Darviot (* 19. April 1859 in Beaune; † 21. August 1921 in Bussy-le-Grand) war ein französischer Porträtmaler.
Darviot studierte Malerei an der Pariser Académie Julian bei Tony Robert-Fleury, Hector Hanoteau und William Bouguereau.
Er war mit dem Maler Félix-Jules Naigeon befreundet, der ihn 1883 nach Algerien einlud, wo Darviot eine Reihe orientalistischer Bilder schuf.
Darviot setzte sein Studium ab dem 1. Februar 1887 an der Königlichen Akademie der Künste in München bei Ludwig von Löfftz fort.
Er ließ sich in Dijon nieder und wurde als Bildnismaler tätig. Am 24. Januar 1898 heiratete er Louise Chevignard, die ihm zwei Töchter, Cécile (* 1899) und Henriette (* 1901), gebar.
Er malte u. a. das Porträt von Papst Pius X. und wurde daher von der gegen ihn ausgesprochenen Exkommunikation wegen eines Duells entbunden.